# Chlewiska (gmina w dystrykcie Galicja)
Gmina Chlewiska – dawna gmina wiejska funkcjonująca w latach 1941–1944 pod okupacją niemiecką w Polsce. Siedzibą gminy były Chlewiska.
Gmina Chlewiska została utworzona przez władze hitlerowskie z terenów okupowanych przez ZSRR w latach 1939–1941, stanowiących przed wojną części gmin Barańczyce i Biskowice w powiecie samborskim w woj. lwowskim.
Gmina weszła w skład powiatu drohobyckiego (Kreishauptmannschaft Drohobycz), należącego do dystryktu Galicja w Generalnym Gubernatorstwie. W skład gminy wchodziły miejscowości: Barańczyce, Biskowice, Burczyce, Chlewiska, Kornice, Kowenice, Łanowice, Maksymowice, Pianowice, Sadkowice, Więckowice, Wola Baraniecka i Wykoty.
Po wojnie obszar gminy włączono do ZSRR.
Zobacz też: gmina Chlewiska.